# Huihuan
Huihuan (kinesiska: 惠环) är ett stadsdelsdistrikt i sydöstra Kina. Det ligger i stadsdistriktet Huicheng i staden Huizhou i provinsen Guangdong, omkring 110 kilometer öster om provinshuvudstaden Guangzhou. Antalet invånare är 173 852. Befolkningen består av 81 219 kvinnor och 92 633 män. Barn under 15 år utgör 8,0 %, vuxna 15-64 år 90 %, och äldre över 65 år 1,0 %.